# Charles LeMaire
Charles LeMaire (22 de abril de 1897 — 8 de junho de 1985) é um figurinista estadunidense. Venceu o Oscar de melhor figurino em três ocasiões: por All About Eve, The Robe e Love is a Many-Splendored Thing.

## Filmografia
- The Razor's Edge (1946)
- Gentleman's Agreement (1947)
- A Letter to Three Wives (1949)
- The Gunfighter (1950)
- All About Eve (1950)1
- David and Bathsheba (1951)
- The Day the Earth Stood Still (1951)
- The Robe (1953)1
- Désirée (1954) 2
- Three Coins in the Fountain (1954)
- Love is a Many-Splendored Thing (1955)1
- Carousel (1956)
- Walk on the Wild Side (1962)

↑1  Vitória no Oscar ↑2  indicação ao Oscar